# Arhopalus cavatus
Arhopalus cavatus är en skalbaggsart som beskrevs av Pu 1981. Arhopalus cavatus ingår i släktet Arhopalus och familjen långhorningar. Inga underarter finns listade.